# Campeonato Mundial de Tríos del CMLL
El Campeonato Mundial de Tríos del CMLL es un campeonato del Consejo Mundial de Lucha Libre. Estos títulos son portados por un equipo de tres luchadores.
Tras su establecimiento en 1992, fue clasificado como un campeonato exclusivo para parejas, coexistiendo con el Campeonato Mundial en Parejas del CMLL.

## Campeones
El Campeonato Mundial de Tríos del CMLL es un campeonato en parejas creado por el Consejo Mundial de Lucha Libre en 1992. Los campeones inaugurales fueron Los Infernales (MS-1, Pirata Morgan & El Satánico), quienes ganaron un torneo con final en un Live event, y desde entonces ha habido 25 distintos equipos y 56 luchadores campeones oficiales, repartidos en 30 reinados en total. Además, el campeonato ha sido declarado vacante en seis ocasiones a lo largo de su historia.
El reinado más largo en la historia del título le pertenece a El Sky Team (Valiente, Volador Jr. & Místico II), quienes mantuvieron el campeonato por 1234 días. Por otro lado, un equipo ha tenido un reinado de menos de 15 días: La Ola Amarilla (Okumura, Hiroshi Tanahashi & Taichi), sólo 14 días en 2010. Aquel reinado es el más corto en la historia del campeonato.
En cuanto a los días en total como campeones (un acumulado entre la suma de todos los días de los reinados individuales de cada luchador), El Sky Team también posee el primer lugar, con 1234 días como campeones en sus dos reinados. Les siguen Black Warrior, Blue Panther & Dr. Wagner Jr. (1150 días en su único reinado), La Furia del Norte — Héctor Garza, Tarzan Boy & El Terrible — (666 días en su único reinado), Los Ángeles Rebeldes — El Hijo del Fantasma, Héctor Garza & La Máscara — (527 días en sus 2 reinados), y Black Tiger III, Universo 2000 & Dr. Wagner Jr. (476 días en su único reinado). En cuanto a los días en total como campeones, de manera individual, Dr. Wagner Jr. posee el primer lugar con 2051 días entre sus cuatro reinados como campeón. Le siguen Héctor Garza — (1941 días en sus 4 reinados), Black Warrior — (1702 días en sus 3 reinados), y Valiente y Místico  — (ambos con 1519 días en sus 2 reinados).
Por último, Los Infernales, Los Ángeles Rebeldes y Los Guerreros Laguneros son los equipos con más reinado, con dos cada uno. Individualmente, Héctor Garza y Último Guerrero son los luchadores con más reinados, con cinco cada uno.

### Campeones actuales
Los campeones actuales son "Los Infernales" (Averno, Mephisto y Euforia) quienes se encuentran en su primer reinado en conjunto. Los Infernales ganaron los campeonatos tras derrotar a Máscara Dorada, Neón y Star Jr. el 27 de septiembre de 2024 en Noche de Campeones 2024.
"Los Infernales" registran hasta el 17 de agosto de 2025 las siguientes defensas televisadas:
1. vs. Los Depredadores (Volador Jr., Rugido y Magnus) (18 de noviembre de 2024; Lunes de Arena Puebla)

### Lista de campeones
|    | Luchador                                                                                  | N.º | Fecha                    | Días | Show o evento                | Notas y referencias |
| -- | ----------------------------------------------------------------------------------------- | --- | ------------------------ | ---- | ---------------------------- | --- |
| 1  | Los Infernales (El Satánico (1), MS-1 (1) & Pirata Morgan (1))                            | 1   | 22 de noviembre de 1991  | 121  | Live event                   | Derrotaron a Los Brazos (Brazo de Oro, Brazo de Plata y El Brazo) en la final de un torneo para convertirse en los campeones inaugurales. |
| 2  | Los Intocables (Jaque Mate (1), Masakre (1) & Pierroth Jr. (1))                           | 1   | 22 de marzo de 1992      | 182  | Live event                   | |
| 3  | Los Infernales (El Satánico (2), MS-1 (2) & Pirata Morgan (2))                            | 2   | 20 de septiembre de 1992 | 198  | Live event                   | |
| 4  | Los Brazos (Brazo de Oro (1), Brazo de Plata (1) & El Brazo (1))                          | 1   | 6 de abril de 1993       | 381  | Live event                   | |
| 5  | La Nueva Ola Blanca (Dr. Wagner Jr. (1), El Hijo del Gladiador (1) y Gran Markus Jr. (1)) | 1   | 22 de abril de 1994      | 343  | Live event                   | |
| 6  | Los Chacales (Bestia Salvaje (1), Emilio Charles Jr. (1) & Sangre Chicana (1))            | 1   | 31 de marzo de 1995      | 357  | Live event                   | |
| 7  | Dos Caras (1), La Fiera (1) & Héctor Garza (1)                                            | 1   | 22 de marzo de 1996      | 285  | Live event                   | |
| —  | Vacante                                                                                   | —   | 10 de enero de 1997      | —    | —                            | Debido a que Garza se fue de la empresa.                                                                                                  |
| 8  | Los Nuevos Infernales (El Satánico (3), Emilio Charles Jr. (2) & Rey Bucanero (1))        | 1   | 21 de marzo de 1997      | 39   | Live event                   | Derrotaron a Apolo Dantés, Black Warrior y Dr. Wagner Jr. en la final de un torneo.                                                       |
| 9  | La Ola Azul (Atlantis (1), Lizmark (1) & Mr. Niebla (1))                                  | 1   | 29 de abril de 1997      | 277  | Live event                   | |
| —  | Vacante                                                                                   | —   | 22 de octubre de 1998    | —    | —                            | Debido a una lesión de Mr. Niebla. |
| 10 | Los Laguneros (Black Warrior (1), Blue Panther (1) & Dr. Wagner Jr. (2))                  | 1   | 18 de diciembre de 1998  | 1150 | Live event                   | Derrotaron a Bestia Salvaje, Scorpio Jr. y Zumbido en la final de un torneo.                                                              |
| —  | Vacante                                                                                   | —   | 10 de febrero de 2002    | —    | —                            | Debido a que el equipo se disolvió. |
| 11 | Blue Panther (2), Fuerza Guerrera (1) y Dr. Wagner Jr. (3)                                | 1   | 17 de marzo de 2002      | 91   | Homenaje a Dos Leyendas      | Derrotaron a Black Warrior, Mr. Niebla y Antifaz del Norte en la final de un torneo.                                                      |
| 12 | Atlantis (2), Black Warrior (2) & Mr. Niebla (2)                                          | 1   | 16 de junio de 2002      | 428  | Live event                   | |
| 13 | Black Tiger III (1), Dr. Wagner Jr. (4) & Universo 2000 (1)                               | 1   | 21 de marzo de 2003      | 476  | Live event                   | |
| 14 | Black Warrior (3), Canek (1) & Rayo de Jalisco Jr. (1)                                    | 1   | 9 de julio de 2004       | 133  | Super Viernes                | |
| 15 | La Furia del Norte (El Terrible (1), Héctor Garza (2) & Tarzan Boy (1))                   | 1   | 19 de noviembre de 2004  | 666  | Live event                   | |
| —  | Vacante                                                                                   | —   | 16 de septiembre de 2006 | —    | —                            | No defendieron el título en 20 meses. |
| 16 | Los Guerreros de la Atlántida (Atlantis (3), Tarzan Boy (2) & Último Guerrero (1))        | 1   | 29 de septiembre de 2006 | 140  | Live event                   | Derrotaron a El Hijo del Perro Aguayo, Héctor Garza y Shocker en la final de un torneo.                                                   |
| 17 | Los Perros del Mal (El Hijo del Perro Aguayo (1), Héctor Garza (3) y Mr. Águila (1))      | 1   | 16 de febrero de 2007    | 463  | Super Viernes                | |
| —  | Vacante                                                                                   | —   | 24 de mayo de 2008       | —    | —                            | Debido a que el equipo se disolvió. |
| 18 | Los Ángeles Rebeldes (El Hijo del Fantasma (1), Héctor Garza (4) & La Máscara (1))        | 1   | 13 de junio de 2008      | 53   | Infierno en el Ring          | Derrotaron a Blue Panther, Dos Caras Jr. y Místico en la final de un torneo.                                                              |
| 19 | Los Guerreros Negros (Atlantis (4), Negro Casas (1) & Último Guerrero (2))                | 1   | 5 de agosto de 2008      | 166  | Super Viernes                | |
| 20 | Los Ángeles Rebeldes (El Hijo del Fantasma (2), Héctor Garza (5) & La Máscara (2))        | 2   | 18 de enero de 2009      | 474  | Live event                   | |
| 21 | La Ola Amarilla (Okumura (1), Hiroshi Tanahashi (1) & Taichi (1))                         | 1   | 7 de mayo de 2010        | 14   | Super Viernes                | |
| 22 | La Generación Dorada (La Máscara (3), La Sombra (1) & Máscara Dorada (1))                 | 1   | 21 de mayo de 2010       | 420  | Super Viernes                | |
| 23 | Los Hijos del Averno (Averno (1), Ephesto (1) & Mephisto (1))                             | 1   | 15 de julio de 2011      | 219  | Super Viernes                | |
| 24 | El Bufete del Amor (Marco Corleone (1), Rush (1) & Máximo (1))                            | 1   | 19 de febrero de 2012    | 445  | Live event                   | |
| —  | Vacante                                                                                   | —   | 9 de mayo de 2013        | —    | —                            | Debido a una lesión de Corleone. |
| 25 | Los Estetas del Aire (Máscara Dorada (2), Místico II (1) & Valiente (1))                  | 1   | 16 de junio de 2013      | 285  | Live event                   | Derrotaron a Los Guerreros Laguneros (Euforia, Niebla Roja & Último Guerrero) en la final de un torneo.                                   |
| 26 | Los Guerreros Laguneros (Último Guerrero (3), Niebla Roja (1) y Euforia (1))              | 1   | 28 de marzo de 2014      | 322  | Super Viernes                | |
| 27 | El Sky Team (Valiente (2), Volador Jr. (1) & Místico II (2))                              | 1   | 13 de febrero de 2015    | 1234 | Super Viernes                | |
| 28 | Los Guerreros Laguneros (Euforia (2), Gran Guerrero (1) & Último Guerrero (4))            | 1   | 1 de julio de 2018       | 75   | CMLL Domingos Arena México   | |
| 29 | Cl4n (Ciber the Main Man (1), Sharlie Rockstar (1) & The Chrizh (1))                      | 1   | 14 de septiembre de 2018 | 14   | 85th Aniversario del CMLL    | |
| 30 | Los Guerreros Laguneros (Euforia (3), Gran Guerrero (2) & Último Guerrero (5))            | 2   | 28 de septiembre de 2018 | 910  | Super Viernes                | |
| 31 | Nueva Generación Dinamita (El Cuatrero (1), Forastero (1) & Sansón (1))                   | 1   | 26 de marzo de 2021      | 137  | Copa Jr. 2021                | |
| —  | Vacante                                                                                   | —   | 10 de agosto de 2021     | —    | —                            | Debido a que el equipo fueron despedidos de la empresa.                                                                                   |
| 32 | Los Malditos (El Sagrado (1), Gemelo Diablo I (1) & Gemelo Diablo II (1))                 | 1   | 18 de marzo de 2022      | 196  | Homenaje a Dos Leyendas 2022 | Derrotaron a Los Guerreros Laguneros (Último Guerrero, Gran Guerrero) & Atlantis en la final de un torneo.                                |
| 33 | Los Infernales (Euforia (4), Hechicero (1) & Mephisto (2))                                | 1   | 30 de septiembre de 2022 | 245  | CMLL Noche de Campeones 2022 | |
| 34 | Atlantis Jr. (1), Star Jr. (1) & Volador, Jr. (2)                                         | 1   | 2 de junio de 2023       | 248  | Super Viernes                | |
| 35 | Los Bárbaros (Dragón Rojo Jr. (1), Bárbaro Cavernario (1) y El Terrible (1))              | 1   | 5 de febrero de 2024     | 162  | Lunes de Arena Puebla        | |
| 36 | Máscara Dorada (1), Neón (1) y Star Jr. (2)                                               | 1   | 16 de julio de 2024      | 135  | Martes de Arena México       | |
| 37 | Los Infernales (Averno (2), Mephisto (3) y Euforia (5))                                   | 1   | 27 de septiembre de 2024 | 231  | Noche de Campeones 2024      | |
| 38 | El Sky Team (Máscara Dorada, Místico y Neón)                                              | 1   | 16 de mayo de 2025       | 93+  | Viernes Espectacular         | |

### Total de días con el título
La siguiente lista muestra el total de días que un equipo o un luchador ha poseído el campeonato, si se suman todos los reinados que posee. Actualizado a la fecha del 17 de agosto de 2025.

#### Por equipos
A la fecha del 17 de agosto de 2025.
| + | Indica a los campeones actuales |

| N.º | Campeones                                                                     | Reinados | Total de días |
| --- | ----------------------------------------------------------------------------- | -------- | ------------- |
| 1   | El Sky Team (Valiente, Volador Jr. & Místico II)                              | 1        | 1234          |
| 2   | Black Warrior, Blue Panther & Dr. Wagner Jr.                                  | 1        | 1150          |
| 3   | Los Guerreros Laguneros (Euforia, Gran Guerrero & Último Guerrero)            | 2        | 985           |
| 4   | La Furia del Norte (Héctor Garza, Tarzan Boy & El Terrible)                   | 1        | 666           |
| 5   | Los Ángeles Rebeldes (El Hijo del Fantasma, Héctor Garza & La Máscara)        | 2        | 527           |
| 6   | Black Tiger III, Dr. Wagner Jr. & Universo 2000                               | 1        | 476           |
| 7   | Los Perros del Mal (El Hijo del Perro Aguayo, Héctor Garza & Mr. Águila)      | 1        | 463           |
| 8   | El Bufete del Amor (Marco Corleone, Rush & Máximo)                            | 1        | 445           |
| 9   | Atlantis, Black Warrior & Mr. Niebla                                          | 1        | 428           |
| 10  | La Generación Dorada (La Máscara, La Sombra & Máscara Dorada)                 | 1        | 420           |
| 11  | Los Brazos (Brazo de Oro, Brazo de Plata & El Brazo)                          | 1        | 381           |
| 12  | Los Chacales (Bestia Salvaje, Emilio Charles Jr. & Sangre Chicana)            | 1        | 357           |
| 13  | La Nueva Ola Blanca (Gran Markus Jr., El Hijo del Gladiador & Dr. Wagner Jr.) | 1        | 343           |
| 14  | Los Infernales (MS-1, Pirata Morgan & El Satánico)                            | 1        | 319           |
| 15  | Dos Caras, La Fiera & Héctor Garza                                            | 1        | 285           |
| 15  | Los Estetas del Aire (Máscara Dorada, Místico II y Valiente)                  | 1        | 285           |
| 17  | La Ola Azul (Atlantis, Lizmark & Mr. Niebla)                                  | 1        | 277           |
| 18  | Atlantis Jr., Star Jr. & Volador, Jr.                                         | 1        | 248           |
| 19  | Los Infernales (Euforia, Hechicero & Mephisto)                                | 1        | 245           |
| 20  | Los Infernales (Averno, Mephisto y Euforia)                                   | 1        | 231           |
| 21  | Los Hijos del Averno (Averno, Ephesto & Mephisto)                             | 1        | 219           |
| 22  | Los Malditos (El Sagrado, Gemelo Diablo I & Gemelo Diablo II)                 | 1        | 196           |
| 23  | Los Intocables (Jaque Mate, Masakre & Pierroth Jr.)                           | 1        | 182           |
| 24  | Los Guerreros Negros (Atlantis, Negro Casas & Último Guerrero)                | 1        | 166           |
| 25  | Los Bárbaros (Dragón Rojo Jr., Bárbaro Cavernario y El Terrible)              | 1        | 162           |
| 26  | Los Guerreros de la Atlántida (Atlantis, Tarzan Boy & Último Guerrero)        | 1        | 140           |
| 27  | Nueva Generación Dinamita (El Cuatrero, Forastero & Sansón)                   | 1        | 137           |
| 28  | Máscara Dorada, Neón y Star Jr.                                               | 1        | 135           |
| 29  | Black Warrior, Canek & Rayo de Jalisco Jr.                                    | 1        | 133           |
| 30  | El Sky Team (Máscara Dorada, Místico y Neón)                                  | 1        | 93+           |
| 31  | Blue Panther, Fuerza Guerrera & Dr. Wagner Jr.                                | 1        | 91            |
| 32  | Los Nuevos Infernales (El Satánico, Emilio Charles Jr. & Rey Bucanero)        | 1        | 39            |
| 33  | Cl4n (Ciber the Main Man, Sharlie Rockstar & The Chrizh)                      | 1        | 14            |
| 33  | La Ola Amarilla (Okumura, Hiroshi Tanahashi & Taichi)                         | 1        | 14            |

#### Por luchador
A la fecha del 17 de agosto de 2025.
| + | Indica al campeón actual |

| N.º | Campeones                | Reinados | Total de días |
| --- | ------------------------ | -------- | ------------- |
| 1   | Dr. Wagner Jr.           | 4        | 2051          |
| 2   | Héctor Garza             | 5        | 1941          |
| 3   | Black Warrior            | 3        | 1702          |
| 4   | Último Guerrero          | 5        | 1613          |
| 5   | Euforia                  | 4        | 1552          |
| 6   | Valiente                 | 2        | 1519          |
| 6   | Místico                  | 2        | 1519          |
| 8   | Volador Jr.              | 2        | 2041+         |
| 9   | Blue Panther             | 2        | 1232          |
| 10  | Atlantis                 | 4        | 990           |
| 11  | Gran Guerrero            | 2        | 985           |
| 12  | La Máscara               | 4        | 947           |
| 13  | Tarzan Boy               | 2        | 806           |
| 14  | Máscara Dorada           | 2        | 705           |
| 15  | Mr. Niebla               | 2        | 684           |
| 16  | El Terrible              | 1        | 666           |
| 17  | El Hijo del Fantasma     | 2        | 527           |
| 18  | Universo 2000            | 1        | 476           |
| 19  | Mephisto                 | 2        | 464           |
| 20  | Mr. Águila               | 1        | 463           |
| 20  | El Hijo del Perro Aguayo | 1        | 463           |
| 22  | Marco Corleone           | 1        | 445           |
| 22  | Máximo                   | 1        | 445           |
| 22  | Rush                     | 1        | 445           |
| 25  | La Sombra                | 1        | 420           |
| 26  | Emilio Charles Jr.       | 2        | 396           |
| 27  | Brazo de Oro             | 1        | 381           |
| 27  | Brazo de Plata           | 1        | 381           |
| 27  | El Brazo                 | 1        | 381           |
| 30  | El Satánico              | 3        | 358           |
| 31  | Bestia Salvaje           | 1        | 357           |
| 31  | Sangre Chicana           | 1        | 357           |
| 33  | El Hijo del Gladiador    | 1        | 343           |
| 33  | Gran Markus Jr.          | 1        | 343           |
| 35  | Niebla Roja              | 1        | 322           |
| 36  | MS-1                     | 2        | 319           |
| 36  | Pirata Morgan            | 2        | 319           |
| 38  | Dos Caras                | 2        | 285           |
| 38  | La Fiera                 | 1        | 285           |
| 40  | Lizmark                  | 1        | 256           |
| 41  | Atlantis Jr.             | 1        | 248           |
| 41  | Star Jr.                 | 1        | 248           |
| 43  | Hechicero                | 1        | 245           |
| 44  | Averno                   | 1        | 219           |
| 44  | Ephesto                  | 1        | 219           |
| 46  | El Sagrado               | 1        | 196           |
| 46  | Gemelo Diablo I          | 1        | 196           |
| 46  | Gemelo Diablo II         | 1        | 196           |
| 49  | Jaque Mate               | 1        | 182           |
| 49  | Masakre                  | 1        | 182           |
| 49  | Pierroth Jr.             | 1        | 182           |
| 52  | Negro Casas              | 1        | 166           |
| 53  | El Cuatrero              | 1        | 137           |
| 53  | Forastero                | 1        | 137           |
| 53  | Sansón                   | 1        | 137           |
| 56  | Canek                    | 1        | 133           |
| 56  | Rayo de Jalisco Jr.      | 1        | 133           |
| 58  | Fuerza Guerrera          | 1        | 91            |
| 59  | Rey Bucanero             | 1        | 39            |
| 60  | Okumura                  | 1        | 14            |
| 60  | Hiroshi Tanahashi        | 1        | 14            |
| 60  | Taichi                   | 1        | 14            |
| 60  | Ciber the Main Man       | 1        | 14            |
| 60  | Sharlie Rockstar         | 1        | 14            |
| 60  | The Chrizh               | 1        | 14            |

### Mayor cantidad de reinados

#### Por equipos
| Reinados | Luchador (es)                                                 |
| -------- | ------------------------------------------------------------- |
| 2 veces  | Los Infernales, Los Ángeles Rebeldes, Los Guerreros Laguneros |

#### Por luchador
| Reinados | Luchador (es) |
| -------- | --- |
| 5 veces  | Héctor Garza, Último Guerrero |
| 4 veces  | Dr. Wagner Jr., Atlantis |
| 3 veces  | Black Warrior, La Máscara, El Satánico, Euforia |
| 2 veces  | Blue Panther, Tarzan Boy, Mr. Niebla, El Hijo del Fantasma, Emilio Charles Jr., Pirata Morgan, MS-1, Dos Caras, Máscara Dorada, Valiente, Místico II, Gran Guerrero, Volador Jr. |